# Sein Hlaing
Sein Hlaing (ur. 10 listopada 1918 w Rangunie, zm. 24 maja 2010 tamże) – birmański piłkarz, grający na pozycji prawego pomocnika, trener piłkarski.

## Kariera piłkarska

### Kariera klubowa
W latach 1938–1940 występował w Seven Stars FC i Friends Union FC.

### Kariera reprezentacyjna
W 1940 debiutował w narodowej reprezentacji Birmy.

## Kariera trenerska
Po zakończeniu kariery piłkarskiej rozpoczął pracę szkoleniową. Najpierw trenował Criminal Investigation Department FC. W 1962 stał na czele młodzieżowej reprezentacji Birmy, z którą w 1963 zdobył złoty medal Młodzieżowych Mistrzostw Azji. W 1964 również został mianowany na stanowisko głównego trenera narodowej reprezentacji Birmy. Z przerwami pracował z reprezentacjami do 1979 roku, zdobywając wiele tytułów.
Sein Hlaing zmarł z powikłań cukrzycy dnia 7 maja 2010 w swoim domu w Rangunie.

## Nagrody i odznaczenia

### Sukcesy trenerskie
- mistrz Igrzysk azjatyckich: 1966, 1970 (z Koreą Płd)
- mistrz Igrzysk Azji Południowo-Wschodniej: 1965 (z Tajlandią), 1967, 1969, 1971, 1973
- zdobywca Merdeka Cup: 1964, 1967 (z Koreą Płd), 1971
- mistrz Azji U-19: 1963 (z Koreą Płd), 1964 (z Izraelem), 1966 (z Izraelem), 1968, 1969 (z Tajlandią), 1970

### Odznaczenia
- Order zasługi FIFA: 2004[2]